# Erich Wenneker
Erich Wenneker (* 1960 in Detmold) ist ein deutscher evangelischer Pfarrer und Kirchenhistoriker.
Wenneker studierte ab 1981 Evangelische Theologie und ist seit 1990 Pfarrer der Evangelisch-lutherischen Landeskirche Hannovers, zuletzt in der Kirchengemeinde Langenholzen-Sack-Hörsum-Eimsen in Alfeld (Leine). 2013 war er als Pfarrer der Pastorationsgemeinschaft Zernez/Brail-Susch in Graubünden vorgesehen, musste aber aus persönlichen Gründen verzichten. Nebenamtlich ist er Leiter der Hugenotten-Bibliothek im Deutschen Hugenotten-Zentrum in Bad Karlshafen. Er hat bedeutende Beiträge zur Schweizer Reformationsgeschichte, besonders zum Kanton Graubünden, vorgelegt und ist Verfasser von über 300 Artikeln im Biographisch-Bibliographischen Kirchenlexikon (BBKL).

## Schriften
- Leonhard Ragaz und der Heinzenberg. In: Bündner Monatsblatt. Band 11/12, 1985, ISSN 1011-6885, S. 321–370.
- Die Bibliothek und die Handschriften des Petrus Domenicus Rosius à Porta. In: Bündner Monatsblatt. 1992, ISSN 1011-6885, S. 3–18.
- Reformationsgeschichte als Bündnergeschichte. In: Zwingliana. Band 21, 1994, S. 83–97.
- Heinrich Bullinger und der Gantnerhandel in Chur (1570–1574). In: Zwingliana. Band 24, 1997, S. 95–115.
- Reformierte Bündner Pfarrer und Schulmeister in Süddeutschland (1560–1830). In: Bündner Monatsblatt. Heft 4, 1999, S. 264–301.
- Die Kirchgemeinde Mutten und ihre zwei Kirchen. Ein Gang durch (fast) 500 Jahre Kirchengeschichte. In: Jahresberichte der Walservereinigung Graubünden. Band 28, 2003.
- Die Waldenser in deutschsprachigen kirchengeschichtlichen Gesamtdarstellungen und Lexika des 18. und 19. Jahrhunderts. In: Albert de Lange, Gerhard Schwinge (Hrsg.): Beiträge zur Waldensergeschichtsschreibung, insbesondere zu deutschsprachigen Waldenserhistorikern des 18. bis 20. Jahrhundert. Verlag Regionalkultur, Basel 2003, ISBN 3-89735-235-4, S. 165–173.
- Heinrich Bullinger und der Streit um die Auflösung des Bistums Chur. In: Emidio Campi, Peter Opitz (Hrsg.): Heinrich Bullinger. Life, Thought, Influence. Zürich, 25.–29. August 2004 (= Zürcher Beiträge zur Reformationsgeschichte. Band 24). TVZ, Zürich 2007, ISBN 978-3-290-17387-6, S. 157–164.